# Rōmaji
 (septembre 2014).
Si vous disposez d'ouvrages ou d'articles de référence ou si vous connaissez des sites web de qualité traitant du thème abordé ici, merci de compléter l'article en donnant les références utiles à sa vérifiabilité et en les liant à la section « Notes et références ».
Le terme rōmaji (ローマ字, ou plus anciennement 羅馬字) désigne les caractères de l'alphabet latin utilisés dans le cadre de l'écriture japonaise. Ils se surajoutent aux deux syllabaires initiaux du japonais : les hiraganas et les katakanas.

## Usages contemporains
Ils sont peu utilisés dans la langue japonaise et servent surtout à :
- remédier aux incompatibilités techniques, lorsque les caractères traditionnels ne sont pas disponibles (adresses Web ou courriel) ;
- saisir des textes à partir d'un clavier latin – QWERTY généralement – dans les logiciels de traitement de texte, et plus généralement dans les interfaces homme-machine grâce à une saisie en rōmaji (ローマ字入力, rōmaji-nyūryoku?), par exemple « wikipedia » est transformé en ウィキペディア.
- transcrire des noms japonais pour les étrangers : signalisation routière, noms des gares et des stations de métro, noms et prénoms sur les passeports, l'inscription « Nippon » sur les timbres-poste, etc.
- certains sigles : NHK (prononcé enuetchikē), abréviation de Nihon Hosō Kyōkai, le service public de radio et de télévision ; OL (prononcé ōeru) : Office lady, employée de bureau ; ou des composés mixtes caractère latin-sinogramme comme Ｗ杯 (prononcé wārudokappu) pour la World Cup d'un sport quelconque.
- en algèbre : y = x² + 5x + 4 (ワイ イコール エックス 二乗 足す 五 エックス 足す 四, wai ikōru ekkusu nijō tasu go ekkusu tasu yon?).

| saisie                                     | affichage      |
| ------------------------------------------ | -------------- |
| w                                          | w              |
| i                                          | うぃ           |
| k                                          | うぃｋ         |
| i                                          | うぃき         |
| p                                          | うぃきｐ       |
| e                                          | うぃきぺ       |
| d                                          | うぃきぺｄ     |
| h                                          | うぃきぺｄｈ   |
| i                                          | うぃきぺでぃ   |
| a                                          | うぃきぺでぃあ |
| touche de transformation hiragana/katakana | ウィキペディア |

### Dans l'éducation
En raison des usages énoncés ci-dessus, les caractères latins sont enseignés dès l'école primaire.

## Histoire
Plusieurs transcriptions du japonais ont été proposées. Les premières transcriptions sont conçues par les premiers missionnaires et commerçants portugais au XVIe siècle. Ainsi, paraît vers 1591, le premier livre japonais écrit en rōmaji Sanctos no Gosagveo no vchi Naqigaqi (サントスの御作業の内抜書, santosu no gosagyō no uchi nukigaki), livre religieux écrit par le jésuite portugais Alessandro Valignano. D'autres transcriptions sont proposées par des Français, des Italiens et des Allemands, mais seule la transcription hollandaise est présente au Japon durant les années d'isolement imposées par le shogunat d'Edo.
Lors de la période Meiji apparaissent les premières transcriptions modernes. Dès 1867, le missionnaire américain James Curtis Hepburn propose sa méthode de transcription, basée sur la phonétique du japonais et qui rencontre donc un grand succès auprès des étrangers. Même en France, elle rend caduque la transcription francophone proposée par Léon Pagès. Tanakadate Aikitsu (en) crée en 1885 une nouvelle transcription, plus proche de la logique du système d'écriture des kana. Cette transcription est reprise et complétée par le gouvernement japonais qui normalise la transcription kunrei-shiki en 1939 et 1954.
En 1989, la norme ISO 3602 institue le kunrei-shiki comme la transcription internationale officielle. Cependant, dans les faits, la transcription Hepburn est la plus utilisée hors du Japon.

## Comparaison des principales transcriptions
| Hiragana | Nippon-shiki | Kunrei-shiki | Hepburn |
| -------- | ------------ | ------------ | ------- |
| し       | si           | si           | shi     |
| しゃ     | sya          | sya          | sha     |
| じ       | zi           | zi           | ji      |
| じゃ     | zya          | zya          | ja      |
| ち       | ti           | ti           | chi     |
| ちゃ     | tya          | tya          | cha     |
| ぢ       | di           | zi           | ji      |
| ぢゃ     | dya          | zya          | ja      |
| つ       | tu           | tu           | tsu     |
| づ       | du           | zu           | zu      |
| っち     | tti          | tti          | tchi    |
| ふ       | hu           | hu           | fu      |
| を       | wo           | o            | o       |

Il existe des divergences sur :
- les voyelles longues : elles sont notées par un macron (comme dans Kyōto) dans les méthodes Hepburn et Nippon-shiki, par un accent circonflexe dans la méthode Kunrei ;
- le ん : les premières versions de la méthode Hepburn le remplaçait par un « m » lorsqu’il est suivi d’une consonne labiale (« b », « p » ou « m ») dans sa version transcrite ;
- les particules enclitiques : les particules は, ヘ et をsont transcrites par wa, e et o dans les méthodes Hepburn et Kunrei, par ha, he et wo dans la méthode Nippon-shiki.

## Noms japonais des lettres de l'alphabet latin
La prononciation servant à épeler un mot écrit en alphabet latin est dérivée des noms des lettres de l'alphabet en anglais britannique, adapté à la phonologie du japonais.
Les éléments indiqués en gras dans le tableau ci-dessous sont recommandés pour les émissions de la télévision publique japonaise NHK (2017).
Les éléments indiqués entre parenthèses sont des alternatives d'usage plus rare, reconnues par seulement une partie des dictionnaires. En outre, l'usage de エッチ (etchi) pour la lettre H est généralement évité de nos jours en raison de la connotation grivoise qu'a pris le terme en japonais ; il est donc préférable d'employer エイチ (eichi).
| lettre | nom japonais     | romanisation Hepburn |
| A      | エー（エイ）     | ē (ei)               |
| B      | ビー             | bī                   |
| C      | シー             | shī                  |
| D      | ディー           | dī                   |
| E      | イー             | ī                    |
| F      | エフ             | efu                  |
| G      | ジー             | jī                   |
| H      | エイチ／エッチ   | eichi / etchi        |
| I      | アイ             | ai                   |
| J      | ジェー（ジェイ） | jē (jei)             |
| K      | ケー（ケイ）     | kē (kei)             |
| L      | エル             | eru                  |
| M      | エム             | emu                  |
| N      | エヌ             | enu                  |
| O      | オー             | ō                    |
| P      | ピー             | pī                   |
| Q      | キュー           | kyū                  |
| R      | アール           | āru                  |
| S      | エス             | esu                  |
| T      | ティー           | tī                   |
| U      | ユー             | yū                   |
| V      | ブイ（ヴィー）   | bui (vī)             |
| W      | ダブリュー       | daburyū              |
| X      | エックス         | ekkusu               |
| Y      | ワイ             | wai                  |
| Z      | ゼット           | zetto                |